# José López Rega
José López Rega, conegut com El Brujo pels seus adversaris i com Daniel o Lopecito pels seus aliats, (Buenos Aires, 1916 - Buenos Aires, 1989) fou un policia i polític argentí. Home de confiança tant de Juan Perón com de la seva vídua, María Estela Martínez ("Isabelita"), va ser secretari personal d'aquests, i Ministre de Benestar Social des del 25 de maig de 1973 fins a l'11 de juliol de 1975.
Diverses fonts l'assenyalen com al fundador de l'organització terrorista Triple A, responsable de nombrosos actes de violència política com ara assassinats i segrestos.
Personatge obscur, amb una important afició per l'espiritisme i les ciències ocultes, va influenciar poderosament en el líder populista i la seva vídua, fins al punt que es creu que va practicar rituals amb el cadàver d'Evita per tal que la seva ànima posseís la personalitat d'Isabelita.
Una vegada perdut el poder, va anar-se'n de l'Argentina, i va residir a diversos països. El 1986, però, va ser extradit a l'Argentina per tal de jutjar-lo per les seves responsabilitats penals amb relació a la violència política. Va morir tres anys després, el 1989, per la qual cosa el procés judicial es va tallar, sense sentència.